# Beas de Granada
Beas de Granada er en by og kommune i det sydøstlige Spanien i provinsen Granada. Den har et indbyggertal på 1.009 (2024) indbyggere.